# Sågtjärnen (Ekshärads socken, Värmland, 668738-137839)
Sågtjärnen är en sjö i Hagfors kommun i Värmland och ingår i Göta älvs huvudavrinningsområde. Sjön är 3 meter djup, har en yta på 0,17 kvadratkilometer och befinner sig 251,9 meter över havet. Sjön avvattnas av vattendraget Knoälven (Musån).

## Delavrinningsområde
Sågtjärnen ingår i det delavrinningsområde (668012-137976) som SMHI kallar för Inloppet i Knon. Medelhöjden är 293 meter över havet och ytan är 42,48 kvadratkilometer. Räknas de 8 avrinningsområdena uppströms in blir den ackumulerade arean 135,72 kvadratkilometer. Knoälven (Musån) som avvattnar avrinningsområdet har biflödesordning 3, vilket innebär att vattnet flödar genom totalt 3 vattendrag innan det når havet efter 381 kilometer. Avrinningsområdet består mestadels av skog (77 procent) och sankmarker (14 procent). Avrinningsområdet har 0,76 kvadratkilometer vattenytor vilket ger det en sjöprocent på 1,8 procent.